# Сугатова
Суга́това (рос. Сугатова) — присілок у складі Бердюзького району Тюменської області, Росія.
Населення — 5 осіб (2010, 18 у 2002).
Національний склад станом на 2002 рік:
- росіяни — 72 %